# Cantó de Riaillé
El cantó de Riaillé (bretó Kanton Rialeg) és una divisió administrativa francesa situat al departament de Loira Atlàntic a la regió de Loira Atlàntic, però que històricament ha format part de Bretanya.

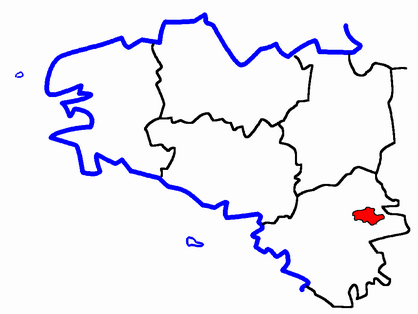
Situació del cantó

## Composició
El cantó aplega 5 comunes: 
| Nom francès     | Nom bretó      | Població | km²    | Codi Postal | Codi INSEE |
| Joué-sur-Erdre  | Yaoued         | 1.690    | 54,53  | 44440       | 44077      |
| Pannecé         | Panezeg        | 911      | 30,59  | 44440       | 44118      |
| Riaillé         | Rialeg         | 1.721    | 50,02  | 44440       | 44144      |
| Teillé          | Tilhieg        | 1.300    | 28,55  | 44440       | 44202      |
| Trans-sur-Erdre | Treant-an-Erzh | 682      | 22,56  | 44440       | 44207      |
| Cantó           | Rialeg         | 6.304    | 186,25 | -           | 4433       |

## Història
| Data d'elecció                           | Identitat         | Partit        | Qualitat |
| ---------------------------------------- | ----------------- | ------------- | -------- |
| 1998-2004                                | Philip Squelard   | Divers droite |          |
| 2004-                                    | Patrice Chevalier |               |          |
| les dades anteriors no són pas conegudes |                   |               |          |
|                                          |                   |               |          |